# Boulazac Basket Dordogne
Boulazac Basket Dordogne (BBD) är en fransk basketklubb som spelar i andra divisionen av det franska mästerskapet och baserad i staden Boulazac.